# Boxa als Jocs Olímpics d'Estiu de 1928
Als Jocs Olímpics de 1928 celebrats a la ciutat d'Amsterdam (Països Baixos) es disputaren 8 proves de boxa, totes elles en la categoria masculina. La competició se celebrà entre el 7 i el 12 d'agost.

## Comitès participants
Hi participaren un total de 144 boxadors de 29 nacions diferents:
- Alemanya (8)
- Argentina (8)
- Àustria (1)
- Bèlgica (6)
- Canadà (7)
- Dinamarca (6)
- Espanya (6)
- Estats Units (8)
- Estònia (1)
- Finlàndia (3)
- França (8)
- Grècia (2)
- Hongria (4)
- Irlanda (8)
- Itàlia (7)
- Japó (2)
- Lituània (2)
- Luxemburg (5)
- Mèxic (4)
- Nova Zelanda (2)
- Noruega (5)
- Països Baixos (6)
- Polònia (4)
- Regne Unit (8)
- Rodhèsia (2)
- Sud-àfrica (6)
- Suècia (8)
- Txecoslovàquia (3)
- Xile (4)

## Resum de medalles
| Prova                            | Or                 | Argent          | Bronze             |
| Pes mosca - 50.8 kg detalls      | Antal Kocsis       | Armand Apell    | Carlo Cavagnoli    |
| Pes gall - 53.5 kg detalls       | Vittorio Tamagnini | John Daley      | Harry Isaacs       |
| Pes ploma - 57.2 kg detalls      | Bep van Klaveren   | Víctor Peralta  | Harold Devine      |
| Pes lleuger - 61.2 kg detalls    | Carlo Orlandi      | Stephen Halaiko | Gunnar Berggren    |
| Pes wèlter - 66.7 kg detalls     | Ted Morgan         | Raúl Landini    | Raymond Smillie    |
| Pes mitjà - 72.6 kg detalls      | Piero Toscani      | Jan Heřmánek    | Léonard Steyaert   |
| Pes semipesant - 79.4 kg detalls | Víctor Avendaño    | Ernst Pistulla  | Karel Miljon       |
| Pes pesant + 79.4 kg detalls     | Arturo Rodríguez   | Nils Ramm       | Michael Michaelsen |

## Medaller
| Posició | País           | Or | Argent | Bronze | Total |
| 1       | Itàlia         | 3  | 0      | 1      | 4     |
| 2       | Argentina      | 2  | 2      | 0      | 4     |
| 3       | Països Baixos  | 1  | 0      | 1      | 2     |
| 4       | Hongria        | 1  | 0      | 0      | 1     |
| 4       | Nova Zelanda   | 1  | 0      | 0      | 1     |
| 6       | Estats Units   | 0  | 2      | 1      | 3     |
| 7       | Suècia         | 0  | 1      | 1      | 2     |
| 8       | Alemanya       | 0  | 1      | 0      | 1     |
| 8       | França         | 0  | 1      | 0      | 1     |
| 8       | Txecoslovàquia | 0  | 1      | 0      | 1     |
| 11      | Bèlgica        | 0  | 0      | 1      | 1     |
| 11      | Canadà         | 0  | 0      | 1      | 1     |
| 11      | Dinamarca      | 0  | 0      | 1      | 1     |
| 11      | Sud-àfrica     | 0  | 0      | 1      | 1     |